# Helen Jenkins
Helen Rebecca Jenkins (* 8. März 1984 in Elgin, Schottland als Helen Rebecca Tucker) ist eine ehemalige schottisch-walisische Triathletin. Sie ist zweifache Triathlon-Weltmeisterin (2008, 2011).

## Sportliche Karriere
In Großbritannien zählt Helen Jenkins seit 2003 zur Spitzenklasse, als sie die Juniorenmeisterschaft gewann. 2006 gewann sie auch die britische Elite-Meisterschaft, nachdem sie bereits im Jahr zuvor britische Elite-Vizemeisterin geworden war.
2006 fiel Helen Jenkins wegen einer Achillessehnen-Verletzung aus, auch im Jahr 2007 war sie nach einem Neustart durch die Fußverletzung behindert, gewann aber 2008 die Triathlon-Weltmeisterschaft auf der olympischen Distanz (1500 m Schwimmen, 40 km Radfahren und 10 km Laufen) in Vancouver und wurde 21. bei den Olympischen Spielen in Peking.
Am 30. Oktober 2008 heiratete sie ihren langjährigen Freund, Trainingspartner und Coach, Marc Jenkins aus Bridgend, in Disneyland (Orlando).
In den neun Jahren von 2002 bis 2010 nahm Helen Jenkins an 42 ITU-Bewerben teil und erreichte 28 Top-Ten-Platzierungen, darunter 14 Medaillen.
Helen Jenkins nimmt auch an Nicht-ITU-Wettkämpfen teil – so gewann sie etwa 2009 und erneut 2010 den London Triathlon. Beim Großen Finale der ITU World Championship Series 2009 in Gold Coast gewann Helen Tucker im September die Bronzemedaille und erreichte damit in der Jahres-Gesamtwertung den fünften Rang.
Bei der Dextro-Energy-Weltmeisterschaftsserie 2010 konnte Helen Jenkins den vierten Rang erreichen.

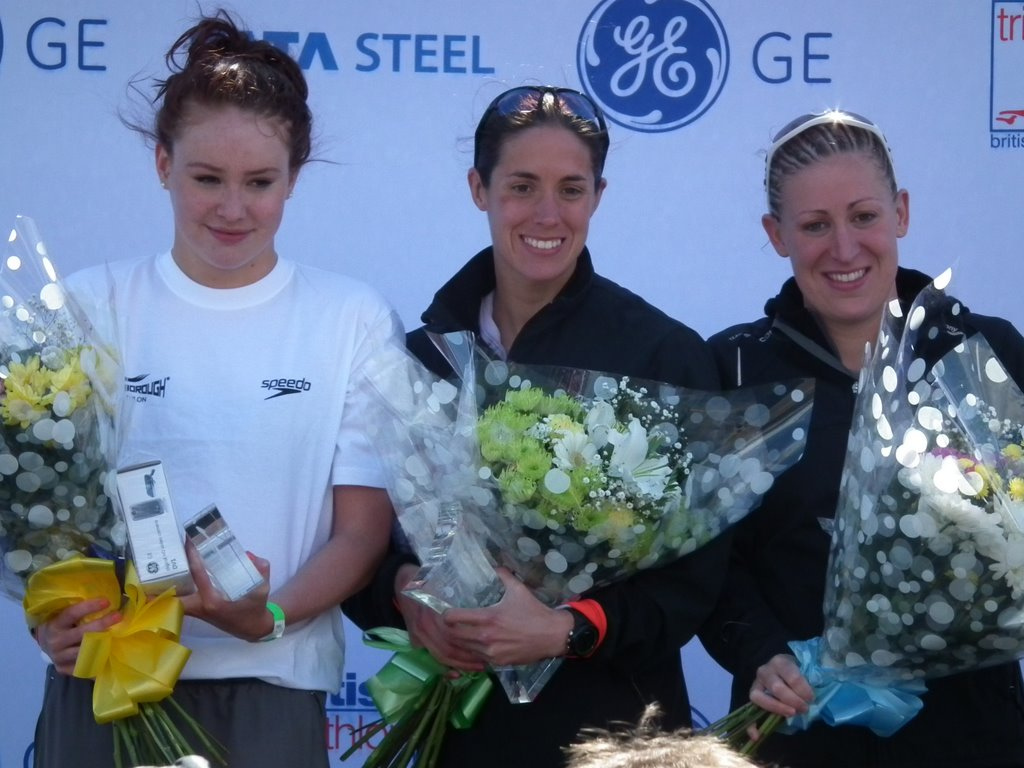
Helen Jenkins zwischen Lucy Hall (links) und Jodie Stimpson nach dem Strathclyde Park Triathlon (2011)

Die Saison 2011 eröffnete Jenkins mit einer Goldmedaille im Panamerika-Cup und zwei Silbermedaillen in der Weltmeisterschaftsserie: Madrid und Kitzbühel. 2011 konnte sie den Erfolg aus 2008 wiederholen und holte sich zum zweiten Mal den Triathlon-Weltmeistertitel auf der Kurzdistanz. Helen Jenkins startete im Bundeskader der British Triathlon Federation. Bei den Olympischen Spielen 2012 wurde sie in London Fünfte.
Mit ihrem Sieg beim zweiten Rennen der ITU World Championship Series 2016 am 9. April in Australien konnte sich Jenkins einen Startplatz bei den Olympischen Spielen in Rio de Janeiro sichern. Sie ging neben Non Stanford und Vicky Holland an den Start und belegte den 19. Rang.
Im September belegte sie mit dem vierten Rang im letzten Rennen der Saison den fünften Rang in der Jahreswertung der ITU-Weltmeisterschaft auf der Triathlon-Kurzdistanz. Seit 2016 tritt Jenkins nicht mehr international in Erscheinung.
Helen Jenkins lebt in Bridgend, Wales.

## Sportliche Erfolge
| Datum/Jahr    | Rang | Wettbewerb                                                   | Austragungsort         | Zeit     | Bemerkung                                                           |
| ------------- | ---- | ------------------------------------------------------------ | ---------------------- | -------- | ------------------------------------------------------------------- |
| 18. Sep. 2016 | 4    | ITU World Championship Series 2016                           | Cozumel                | 01:59:28 | fünfter Rang bei der Weltmeisterschaft Triathlon Kurzdistanz        |
| 20. Aug. 2016 | 19   | Olympische Sommerspiele 2016                                 | Rio de Janeiro         | 02:01:07 |                                                                     |
| 9. Apr. 2016  | 1    | ITU World Championship Series 2016                           | Gold Coast             | 01:56:03 |                                                                     |
| 5. März 2016  | 3    | ITU World Championship Series 2016                           | Abu Dhabi              | 01:56:25 | Dritte im ersten Rennen der Saison                                  |
| 9. Aug. 2015  | 1    | GBR Triathlon National Championships                         | London                 | 01:56:32 | Nationale Triathlon-Meisterin Elite                                 |
| 25. Apr. 2015 | 7    | ITU World Championship Series 2015                           | Kapstadt               | 01:50:16 |                                                                     |
| 28. Juni 2014 | 2    | ITU World Championship Series 2014                           | Chicago                | 01:55:53 |                                                                     |
| 26. Apr. 2014 | 2    | ITU World Championship Series 2014                           | Kapstadt               | 01:46:18 |                                                                     |
| 4. Aug. 2012  | 5    | Olympische Sommerspiele 2012                                 | London                 | 02:00:19 |                                                                     |
| 12. Mai 2012  | 1    | ITU World Championship Series 2012                           | San Diego              | 01:58:21 |                                                                     |
| 14. Apr. 2012 | 2    | ITU World Championship Series 2012                           | Sydney                 | 02:01:38 | Zweite beim Auftaktrennen                                           |
| 21. Aug. 2011 | 1    | ITU Triathlon World Championship Mixed Relay                 | Lausanne               |          | im Team mit Jodie Stimpson, Jonathan Brownlee und Alistair Brownlee |
| 20. Aug. 2011 | 4    | ITU Sprint Triathlon World Championships                     | Lausanne               | 00:58:40 |                                                                     |
| 6. Aug. 2011  | 1    | ITU World Championship Series 2011                           | London                 | 02:00:34 | Triathlon-Weltmeisterin (Kurzdistanz)                               |
| 19. Juni 2011 | 2    | ITU World Championship Series 2011                           | Kitzbühel              | 02:05:56 |                                                                     |
| 5. Juni 2011  | 2    | ITU World Championship Series 2011                           | Madrid                 | 02:03:49 |                                                                     |
| 10. Apr. 2011 | 33   | ITU World Championship Series 2011                           | Sydney                 |          |                                                                     |
| 8. Aug. 2010  | 1    | London Triathlon                                             | London                 |          |                                                                     |
| 2. Aug. 2009  | 1    | London Triathlon                                             | London                 |          | Siegerin auf der olympischen Distanz                                |
| 18. Aug. 2008 | 21   | Olympische Sommerspiele 2008                                 | Peking                 |          |                                                                     |
| 21. Juni 2008 | 3    | Hy-Vee Triathlon                                             | Des Moines             | 02:05:21 |                                                                     |
| 5. Juni 2008  | 1    | ITU Triathlon World Championships                            | Vancouver              | 02:01:37 | Triathlon-Weltmeisterin (Kurzdistanz)                               |
| 2006          | 1    | GBR Triathlon National Championships                         | Vereinigtes Konigreich |          | Nationale Meisterin Elite                                           |
| 17. Juli 2005 | 3    | ETU Triathlon European Championship U23                      | Sofia                  | 02:07:11 | U23 Triathlon-Europameisterschaft                                   |
| 2005          | 2    | GBR Triathlon National Championships                         | Vereinigtes Konigreich |          | Nationale Vizemeisterin Elite                                       |
| 9. Nov. 2002  | 9    | ITU Short Distance Triathlon World Championship Junior Women | Cancún                 | 01:02:36 | Juniorenweltmeisterschaft                                           |

(DNF – Did Not Finish)